# Putzarer See
Putzarer See este o arie protejată (arie specială de conservare — SAC, sit de importanță comunitară — SCI) din Germania întinsă pe o suprafață de 516 ha, integral pe uscat.

## Localizare
Centrul sitului Putzarer See este situat la coordonatele 53°42′08″N 13°40′30″E / 53.7022°N 13.675°E.

## Înființare
Situl Putzarer See a fost declarat sit de importanță comunitară în aprilie 1998 pentru a proteja 1 specie de plante și 7 specii de animale. Situl a fost protejat și ca arie specială de conservare în august 2016.

## Biodiversitate
Situată în ecoregiunea continentală, aria protejată conține 2 habitate naturale: Lacuri eutrofice naturale cu vegetație de tip Magnopotamion sau Hydrocharition, Mlaștini alcaline.
La baza desemnării sitului se află mai multe specii protejate:
- plante (1): Apium repens
- mamifere (3): castor (Castor fiber), vidră de râu (Lutra lutra), liliac comun (Myotis myotis)
- nevertebrate (2): Vertigo angustior, Vertigo moulinsiana
- pești (2): zvârluga (Cobitis taenia), țipar (Misgurnus fossilis)

Pe lângă speciile protejate, pe teritoriul sitului au mai fost identificate 4 specii de plante.